# 伊塞尔尼亚
伊塞尔尼亚（義大利語：Isernia），是意大利伊塞尔尼亚省的一个市镇。总面积68.74平方公里，人口21997人，人口密度320.0人/平方公里（2009年）。ISTAT代码为094023。